# Entopolymorphina
Entopolymorphina es un género de foraminífero bentónico de la Subfamilia Entolingulininae, de la Familia Glandulinidae, de la Superfamilia Polymorphinoidea, del Suborden Lagenina y del Orden Lagenida. Su especie-tipo es Entopolymorphina simulata. Su rango cronoestratigráfico abarca el Holoceno.

## Discusión
Clasificaciones previas incluían Entopolymorphina en la Superfamilia Nodosarioidea.

## Clasificación
Entopolymorphina incluye a las siguientes especies:
- Entopolymorphina melpomeniana
- Entopolymorphina simulata

Otras especies consideradas en Entopolymorphina son:
- Entopolymorphina bikiniensis, de posición genérica incierta
- Entopolymorphina guadalupensis, de posición genérica incierta